# 順風満帆
| ウィキペディアには「順風満帆」という見出しの百科事典記事はありません（タイトルに「順風満帆」を含むページの一覧/「順風満帆」で始まるページの一覧）。 代わりにウィクショナリーのページ「順風満帆」が役に立つかもしれません。 |